# Alicia Barrett
Alicia Helen Barrett (* 25. März 1998 in Chesterfield) ist eine britische Hürdenläuferin, die sich auf die 100-Meter-Distanz spezialisiert hat.

## Sportliche Laufbahn
Ihren ersten Wettkampf bei internationalen Meisterschaften bestritt Alicia Barrett bei den U18-Weltmeisterschaften 2015 in Cali, bei denen sie im Hürdenlauf im Finale den sechsten Platz belegte. 2016 qualifizierte sie sich für die U20-Weltmeisterschaften im polnischen Bydgoszcz und erreichte dort ebenfalls den sechsten Rang. 2017 vertrat sie das Vereinigte Königreich bei der Team-Europameisterschaft in Lille und wurde dort Sechste. Anschließend gewann sie bei den U20-Europameisterschaften in Grosseto die Silbermedaille hinter der Französin Solène Ndama. Zudem qualifizierte sie sich für die Weltmeisterschaften in London, bei denen sie mit 13,42 s in der ersten Runde ausschied. Zwei Wochen später nahm die Studentin der Sheffield Hallam University an der Sommer-Universiade in Taipeh teil und erreichte dort das Halbfinale. Im Jahr darauf nahm sie erstmals an den Commonwealth Games im australischen Gold Coast teil und wurde dort in 13,64 s Achte.
2017 und 2018 wurde Barrett Britische Meisterin über 100 m Hürden.

## Persönliche Bestleistungen
- 100 m Hürden: 13,07 s (+0,5 m/s), 18. Juni 2017 in Bedford
- 60 m Hürden (Halle): 8,19 s, 26. Februar 2017 in Sheffield